# Veon
VEON Ltd. (dawniej VimpelCom Ltd.) – międzynarodowe przedsiębiorstwo telekomunikacyjne z siedzibą w Amsterdamie.
Veon świadczy usługi pod markami Beeline, Kyivstar, banglalink, Jazz i Djezzy. Funkcjonuje w Rosji, Włoszech, Algierii, Pakistanie, Uzbekistanie, Kazachstanie, Ukrainie, Bangladeszu, Tadżykistanie, Kirgistanie, Armenii i Gruzji.
Przedsiębiorstwo jest notowane na NASDAQ i Euronext.